# الليل يمسك بنا (فلم)
الليل يمسك بنا (بالإنجليزية: Night Catches Us)، هُو فيلم دراما أمريكي صدر سنة 2010 وأخرجته المُخرجة Tanya Hamilton. الفيلم من بطولة كُل من كيري واشنطن وأنتوني ماكي وجيمي هيكتور ووندل بيرس ونوفيلا نيلسون.

## وصلات خارجية
- الموقع الرسمي
- الليل يمسك بنا على موقع IMDb (الإنجليزية)
- الليل يمسك بنا على موقع ميتاكريتيك (الإنجليزية)
- الليل يمسك بنا على موقع روتن توميتوز (الإنجليزية)
- الليل يمسك بنا على موقع نتفليكس (الإنجليزية)
- الليل يمسك بنا على موقع ألو سيني (الفرنسية)
- الليل يمسك بنا على موقع Turner Classic Movies (الإنجليزية)
- الليل يمسك بنا على موقع أول موفي (الإنجليزية)
- الليل يمسك بنا على موقع بوكس أوفيس موجو (الإنجليزية)
- الليل يمسك بنا على موقع قاعدة بيانات الفيلم (الإنجليزية)
- الليل يمسك بنا على موقع ليتربوكسد (الإنجليزية)